# Under the Bridge
«Under the Bridge» es el segundo sencillo lanzado por la banda estadounidense de Red Hot Chili Peppers en su álbum de 1991 Blood Sugar Sex Magik. Permanece como el sencillo más exitoso de la banda, alcanzando en 1992 el puesto 2 del Billboard Hot 100. El videoclip fue dirigido por Gus Van Sant y ganó un MTV Video Music Award en "Viewer's Choice" (Elección de los Televidentes) y fue nominado a otros dos premios, Mejor Vídeo Grupal y Vídeo del Año.
Se ha destacado que el puente mostrado en el video de «Under the Bridge» es el mismo que aparece en el video de «By the Way». La canción fue versionada por el grupo femenino All Saints, También ha sido versionada por el guitarrista Santana en su álbum Guitar Heaven: The Greatest Guitar Classics of All Time junto con Andy Vargas y por el grupo belga Ialma en la canción de título "Lévame".

## Antecedentes y grabación
El productor del álbum, Rick Rubin, visitó regularmente a Kiedis en su casa para analizar el material que este escribía para el álbum. Encontró «Under the Bridge» mientras hojeaba un anotador de Kiedis e instantáneamente se interesó por la conmovedora letra; le sugirió a Kiedis mostrárselo al resto de la banda: «Pensé que era hermoso. Dije 'Tenemos que hacer esto'». Kiedis se encontraba extremadamente reacio debido a que sentía que el poema era demasiado emocional y diferente al estilo de los Chili Peppers. Luego de cantársela al guitarrista John Frusciante y al bajista Flea, Kiedis recuerda que ellos "se levantaron, caminaron hacia sus instrumentos y comenzaron a buscar el ritmo y los acordes de guitarra que encajasen". Finalmente, Frusciante eligió los acordes de la intro para compensar la deprimente letra: "Mi cerebro la interpretó como una canción realmente triste por lo que pensé que, si la letra era así de triste, debería escribir algunos acordes que fuesen más felices".
Frusciante y Kiedis trabajaron en la canción durante los días siguientes, hasta que sintieron que estaba completa. «Under the Bridge» estuvo entre las pocas canciones que la banda escribió y completó antes de trasladarse a la mansión en la que grabaron el álbum. Posteriormente, cuando la canción fue grabada, Rubin sintió que el grandioso y épico outro sería beneficio de un gran grupo de cantantes. Gail, la madre de Frusciante, participó en el coro junto a sus amigas.

## Lanzamiento y recepción
«Give It Away» fue elegida como el primer sencillo de Blood Sugar Sex Magik, lanzado por Warner Bros. Records. Al principio, la canción no tuvo una buena recepción, luego de que la estación de radio que le interesaba a Warner se negara a ponerla al aire, diciéndole a la banda que "vuelvan cuando tengan una melodía en su canción". Sin embargo, la estación de radio de Los Ángeles KROQ comenzó a pasar «Give it Away» varias veces al día; lo que, junto con las numerosas ventas de Blood Sugar Sex Magik, ayudó a que la canción alcanzara el puesto 1 del Billboard Hot Modern Rock Tracks. Debido al éxito de «Give It Away», la banda no previó que «Under the Bridge» era igualmente viable. Warner Bros. envió representantes a un concierto de los Chili Peppers para ver cuál sería finalmente el próximo sencillo. Cuando Frusciante comenzó a tocar «Under the Bridge», Kiedis falló su entrada; en vez de esto, todo el público comenzó a cantar la canción. Al principio, Kiedis estaba «mortificado porque la jodí delante de la gente de Warner... Me disculpé por haberla jodido pero me dijeron '¿Haberla jodido? ¿Estás bromeando? Cuando todos los chicos del show cantan una canción, ese será nuestro próximo sencillo». «Under the Bridge» fue seleccionada como el segundo sencillo de Blood Sugar Sex Magik. En enero de 1992, la canción estalló, alcanzando el puesto 2 del Billboard Hot 100,  "Give it Away" logró alcanzar el puesto 73 de la misma lista de éxitos.
Al igual que con Blood Sugar Sex Magik, la recepción de «Under the Bridge» por parte de la crítica fue universalmente positiva. Amy Hanson de Allmusic dijo que la canción «... se ha convertido en una parte integral de la escena alternativa de los años 1990, y permanece como uno de los diamantes más puros de los que brillan entre los ricos abismos del funk que dominaron la obra de los Peppers». Ésta criticó individualmente a la canción y la llamó un «sentimiento conmovedor que se hace evidente en la guitarra que aparece en el verso introductorio, y el sentido de fragilidad que sólo es doblado por el crescendo coral del inmóvil downtempo». Tom Moon de la Rolling Stone dijo que la canción "[...] reveló nuevas dimensiones. El ritmo mostraba una curiosidad creciente sobre la textura y matiz de estudio".
Desde que el sencillo fue lanzado, «Under the Bridge» se ha ubicado en numerosas listas de «Los Mejores». En 2002, Kerrang! ubicó a la canción en el puesto 6 de su lista de los «Mejores 100 sencillos de todos los tiempos». Q ubicó a la canción en el puesto 181 de su compilado de las «1001 mejores canciones de todos los tiempos». Life incluyó a «Under the Bridge» en el compilado «40 años de Rock & Roll, 5 canciones por año 1952-1991», en su correspondiente año de lanzamiento. Pause Play incluyó a la canción en su lista desordenada de las «10 Canciones de los 90».

## Videoclip
El videoclip de la canción, dirigido por Gus Van Sant, ganó un MTV Video Music Award y fue grabado en el Downtown de la ciudad de Los Ángeles. «Under the Bridge» habla sobre Anthony Kiedis y su adicción a las drogas. El título viene del verso «Under the bridge downtown/Is where I drew some blood», refiriéndose a las experiencias de Kiedis con las drogas bajo un puente, aunque este no quiera revelar el lugar en el que se encuentra dicho puente. El que se muestra en el video es el mismo que se puede apreciar en el video de «By the Way».

## Lista de canciones

### Sencillos del CD (1992)
1. «Under the Bridge» (álbum) – 4:24
2. «Sikamikanico» (no publicada anteriormente) – 3:23
3. «Soul to Squeeze» (no publicada anteriormente) – 4:50
4. «Search and Destroy» (no publicada anteriormente) – 3:34

### Sencillos del CD1 del Reino Unido (relanzamiento en 1994)
1. «Under the Bridge» (álbum) – 4:24
2. «Sikamikanico» (no publicada anteriormente) – 3:23
3. «Suck My Kiss» (en vivo) – 3:45
4. «Search and Destroy» (no publicada anteriormente) – 3:34

### Sencillos del CD2 del Reino Unido (relanzamiento en 1994)
1. «Under the Bridge" (álbum) – 4:24
2. «Fela's Cock» (No publicada anteriormente) – 5:10
3. «I Could Have Lied» (en vivo) – 4:33
4. «Give It Away» (en progreso) – 3:43

### Disco de 7 pulgadas (1992)
1. «Under the Bridge» (álbum) – 4:24
2. «The Righteous & the Wicked» (álbum) – 4:08

### Disco de 12 pulgadas (1992)
1. «Under the Bridge» (álbum) – 4:24
2. «Search and Destroy» (no publicada anteriormente) – 3:34
3. «Soul to Squeeze» (no publicada anteriormente) – 4:50
4. «Sikamikanico» (no publicada anteriormente) – 3:23